# Mambo Café
Mambo café este  o comedie, realizată în Statele Unite ale Americii - Mexic, anul 2000, 98 minute, color.

## Sinopsis
Nydia (Thalia) face parte dintr-o familie de portoricani care a emigrat la New York și a deschis un restaurant. Tînăra este studentă la Universitatea din Boston și cînd vine acasă în vacanța de vară descoperă că afacerea familiei merge foarte prost, clienții fiind tot mai rari.
Fratelui Nydiei (Rick Gonzalez) vine cu ideea de a-l invita pe Fat Tony (Robert Costanzo), șeful mafiei locale, la masă gratis în fiecare zi ca astfel să crească faima localului și să aibă protecție. De aici, pînă ca lucrurile să se complice foarte mult nu mai e decît un pas.
Între timp, Nydia îl convinge pe Chris (Richard Hillman), iubitul ei. că ea provine dintr-o foarte bogată familie din Argentina. Situația scapă de sub control în momentul în care Chris își face apariția în cartierul în care locuiește fata.

## Echipa de producție
- regizor: Reuben Gonzalez
- scenarist: Reuben Gonzalez
- operator: Michael F. Barrow, Salvador Bolivar
- costume: Mary Ann McAlpin
- muzica: Jeff Beal
- producător: Brandy Wyrman
- monteur: Tara Timpone

## Distribuția
- Thalía (Nydia)
- Paul Rodriguez (Frank)
- Danny Aiello (Joey)
- Ismail Bashey (Cabbie)
- Lillo Brancato (Weasel)
- Kamar De Los Reyes (Manny)
- Rick Gonzalez (Ricky)

1. ↑  „Mambo Café”, Internet Movie Database, accesat în 16 octombrie 2022